# کالزدونیا
کالزدونیا (انگلیسی: Calzedonia) شرکت پوشاک ایتالیایی است، که در سال ۱۹۸۶ تأسیس شد.